# Dolina Gaborowa

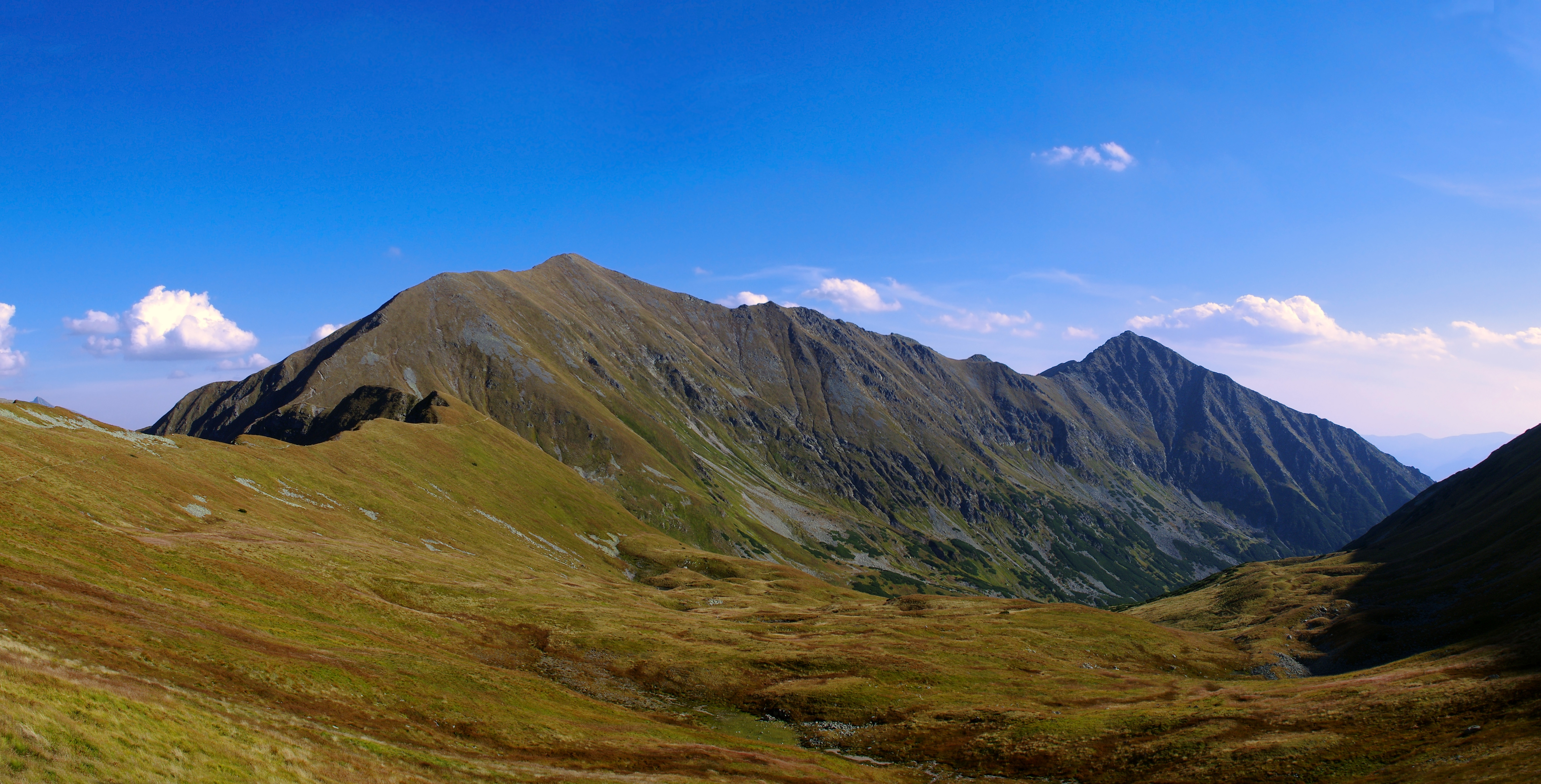
Widok z grani głównej

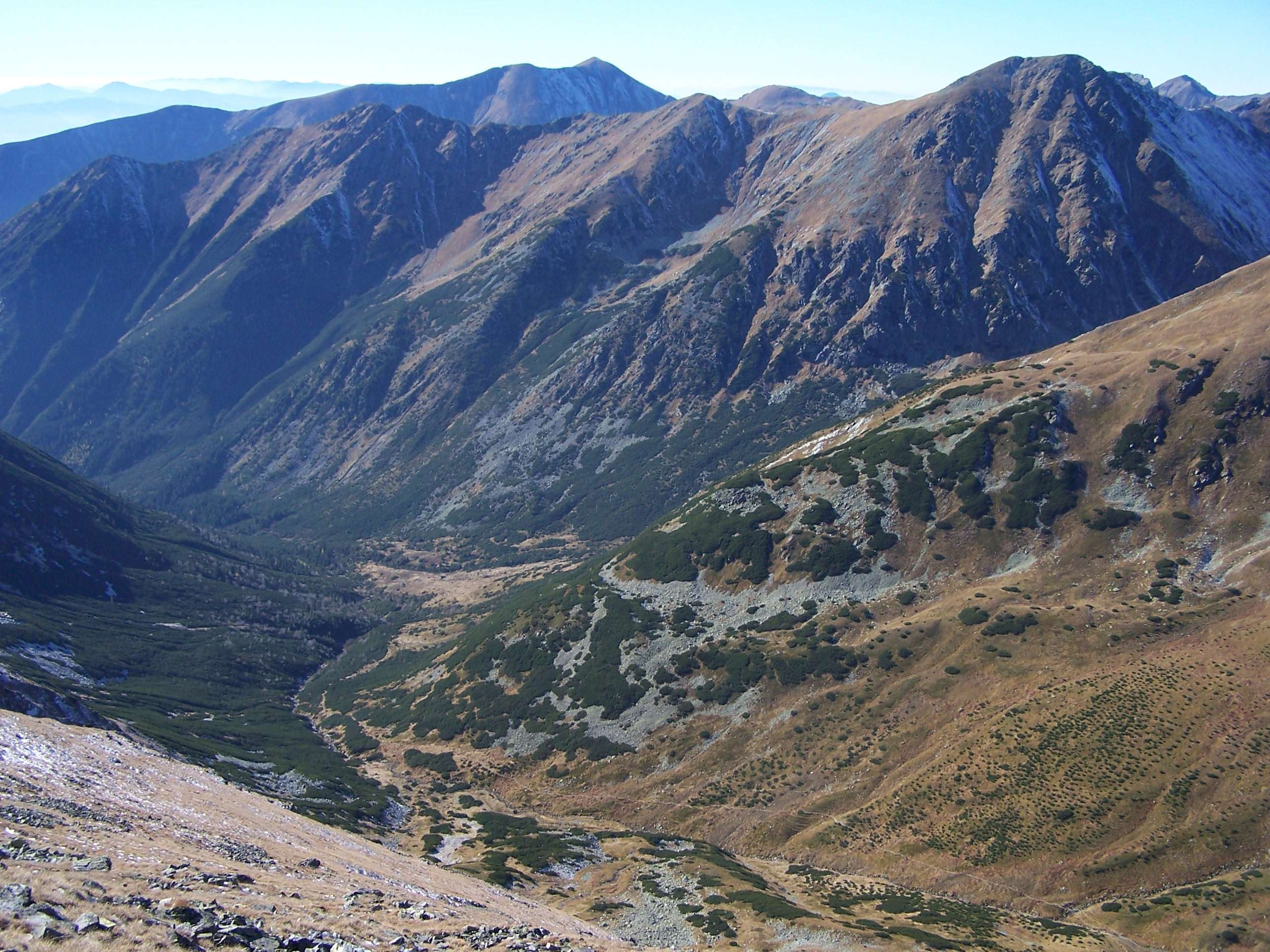
Widok z Błyszcza

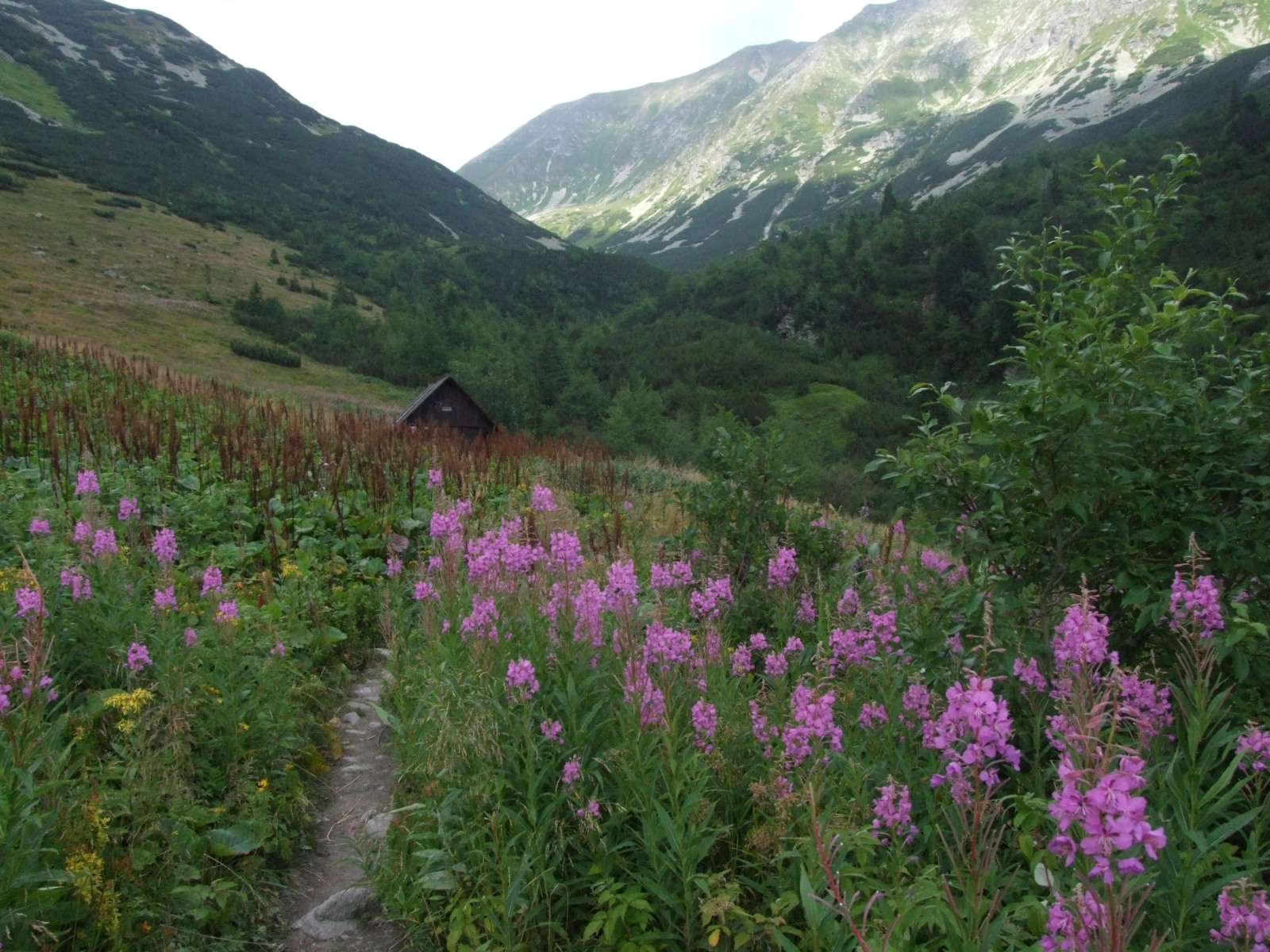
Pod Klinem i Dolina Gaborowa

Dolina Gaborowa (słow. Gáborova dolina) – dolina w słowackich Tatrach Zachodnich stanowiąca górne, wschodnie odgałęzienie Doliny Raczkowej. Jej nazwa pochodzi od węgierskiego imienia Gábor, tj. Gabriel. Od zachodniej strony ograniczona jest zboczami Starorobociańskiego Wierchu (2176 m n.p.m.), od wschodniej masywem Bystrej (2248 m), od północy zaś granią główną Tatr Zachodnich. Jej dnem płynie huczący Gaborowy Potok. W dolnej części porośnięta jest górnoreglowym lasem (rosną w nim limby). Na obrzeżu lasu i kosodrzewiny, na wysokości 1440 m w miejscu, w którym Dolina Gaborowa łączy się z Raczkową (miejsce to nazywane jest Pod Klinem), znajduje się tzw. Koliba pod Klinem (Príbylinský salaš) i skrzyżowanie szlaków turystycznych – Rozdroże pod Klinem (Rázcestie pod Klinom). Wyżej dolinę porasta kosodrzewina, a w górnej części jest ona trawiasta. Dawniej dolina była wypasana aż pod samą grań główną i szczyt Bystrej.
Dolina jest głęboka, stoki Starorobociańskiego Wierchu i Bystrej wznoszą się 500–600 m powyżej jej dna. Ponieważ są strome i trawiaste, zimą zsuwają się z nich do dna doliny ogromne lawiny, jedne z największych w całych Tatrach (zachodnie zbocza Bystrej mają ok. 2 km² powierzchni).
Górna, zachodnia część nosi nazwę Doliny Zadniej Gaborowej (Gáborov zadok). Pokryta jest licznymi kopkami i wałami moren. Wyraźnie widać tutaj, że dolina ukształtowana została przez lodowiec. Na wysokości ok. 1900 m znajduje się kilka Gaborowych Stawków, tylko jeden z nich ma większe rozmiary.

## Szlaki turystyczne
– zielony szlak od Rozdroża pod Klinem dnem Doliny Gaborowej na przełęcz Liliowy Karb w grani głównej.
- Czas przejścia od Rozdroża pod Klinem do odgałęziającego się szlaku niebieskiego: 40 min w obie strony
- Czas przejścia od szlaku niebieskiego na Liliowy Karb: 1:40 h, ↓ 1:10 h

  – niebieski szlak w Dolinie Gaborowej, łączący szlak zielony z Banistą Przełęczą i Bystrą.
- Czas przejścia od szlaku zielonego na przełęcz: 1:50 h, ↓ 1:25 h
- Czas przejścia z przełęczy na Bystrą: 15 min, ↓ 10 min